# Agromyza eyeni
Agromyza eyeni este o specie de muște din genul Agromyza, familia Agromyzidae, descrisă de Spencer în anul 1959.
Este endemică în Congo. Conform Catalogue of Life specia Agromyza eyeni nu are subspecii cunoscute.